# VIII kadencja austriackiej Rady Państwa

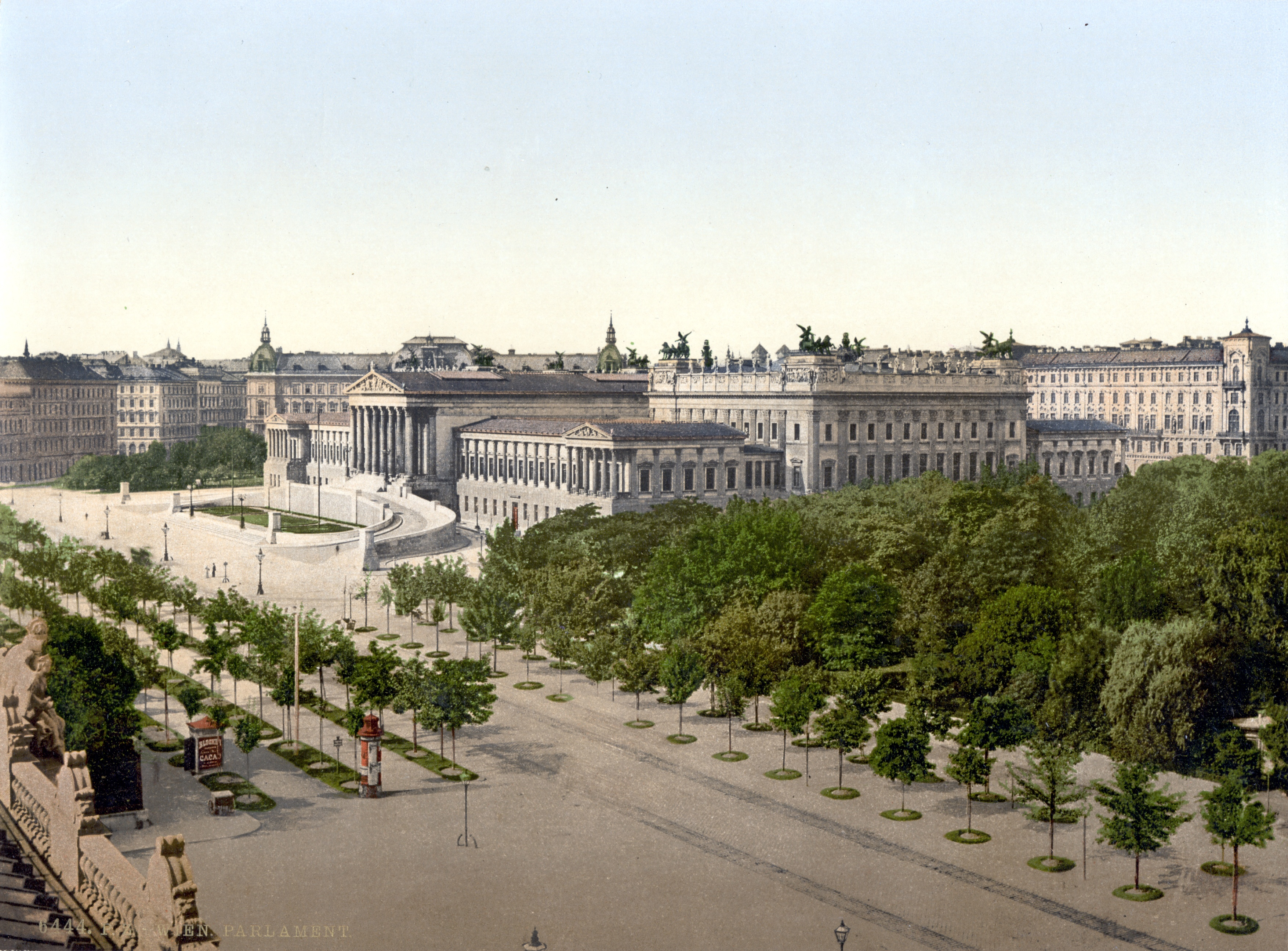

VIII kadencja austriackiej Rady Państwa – ósma kadencja austriackiego parlamentu, Rady Państwa, odbywająca się w latach 1891–1897 w Wiedniu.
Odbyła się tylko jedna sesja parlamentu:
- XI sesja (9 kwietnia 1891–22 stycznia 1897)

W 1893 premier Eduard von Taaffe podjął próbę całkowitego zniesienia cenzusu podatkowego w dwóch niższych kuriach, co jednak się nie powiodło z uwagi na sprzeciw zarówno konserwatystów, jak i liberałów. 
Podobny projekt zdołał przeprowadzić w 1896 premier Kazimierz Badeni – liczba członków Izby Poselskiej została powiększona z 373 do 425. Dodatkowych 72 posłów było wybieranych w nowo utworzonej V kurii, powszechnej, obejmującej wszystkich obywateli mających ukończone 24 lata, nienależących do pozostałych kurii. Oznaczało to wprowadzenie zasady wyborów powszechnych (choć w wyborach wciąż nie mogły uczestniczyć kobiety).